# Ewing (automobilismo)
Ewing è stato un costruttore americano di auto da corsa presente nelle gare statunitensi negli anni cinquanta e sessanta.
Tra il 1950 e il 1960 la 500 Miglia di Indianapolis faceva parte del Campionato mondiale di Formula 1, per questo motivo la Ewing ha all'attivo anche 2 Gran Premi in Formula 1 con una pole-position, conquistata da Eddie Sachs nel 1960.

## Risultati in F1
| Anno | Vettura | Motore      | Gomme | Piloti |  |  |    |  |  |  |  |  |  |  |  | Punti | Pos. |
| ---- | ------- | ----------- | ----- | ------ |  |  | -- |  |  |  |  |  |  |  |  | ----- | ---- |
| 1950 | Ewing   | Offenhauser | F     | Davies |  |  | 17 |  |  |  |  |  |  |  |  | -     |      |

| Anno | Vettura | Motore      | Gomme | Piloti |  |  |     |  |  |  |  |  |  |  |  | Punti | Pos. |
| ---- | ------- | ----------- | ----- | ------ |  |  | --- |  |  |  |  |  |  |  |  | ----- | ---- |
| 1960 | Ewing   | Offenhauser | F     | Sachs  |  |  | Rit |  |  |  |  |  |  |  |  | -     |      |
| 1960 | Ewing   | Offenhauser | F     | Herman |  |  | Rit |  |  |  |  |  |  |  |  | -     |      |

| Legenda | 1º posto     | 2º posto | 3º posto    | A punti         | Senza punti/Non class.  | Grassetto – Pole position Corsivo – Giro più veloce |
| Legenda | Squalificato | Ritirato | Non partito | Non qualificato | Solo prove/Terzo pilota | Grassetto – Pole position Corsivo – Giro più veloce |